# Tejinesh Gebisa
Tejinesh Gebisa (née le 3 mars 1995) est une athlète éthiopienne, spécialiste du 3 000 mètres steeple. 

## Biographie
En juillet 2012, Tejinesh Gebisa remporte la médaille d'argent sur 3 000 mètres steeple aux championnats du monde juniors, avec un temps de 9 min 50 s 51. Elle est devancée par la Kényane Daisy Jepkemei.

### Palmarès
| Date | Compétition                    | Lieu      | Résultat | Épreuve         | Performance   |
| ---- | ------------------------------ | --------- | -------- | --------------- | ------------- |
| 2011 | Championnats du monde jeunesse | Lille     | 5e       | 2 000 m steeple | 6 min 29 s 08 |
| 2012 | Championnats du monde juniors  | Barcelone | 2e       | 3 000 m steeple | 9 min 50 s 51 |

### Records
| Épreuve              | Performance   | Lieu      | Date            |
| -------------------- | ------------- | --------- | --------------- |
| 3 000 mètres steeple | 9 min 50 s 51 | Barcelone | 12 juillet 2012 |